# 알카 야그닉
알카 야그닉(힌디어: अलका याज्ञिक, 1966년 3월 20일 ~ )은 인도의 플레이백 싱어이다.